# Publiusz Serwiliusz Watia Izauryjski
Publiusz Serwiliusz Watia Izauryjski (Publius Servilius Vatia Isauricus) – prominentny polityk republikańskiego Rzymu. Syn Gajusza Serwiliusza Watii i Cecylii Metelli, córki Kwintusa Cecyliusza Metellusa Macedońskiego. Ojciec konsula w 48 p.n.e., również Publiusza Serwiliusza Watii Izauryjskiego.
Po raz pierwszy wzmiankowany jest w roku 100 p.n.e.; Cyceron w mowie w obronie Rabiriusza wymienia Serwiliusza w gronie młodych optymatów, którzy wzięli udział w stłumieniu ruchu Saturninusa.
Pretor najprawdopodobniej w  90 p.n.e. W latach 89-88 p.n.e. zarządzał w randze propretora prowincją, Sardynią lub Cylicją, odbywając po powrocie triumf. Przy poparciu Sulli starał się o konsulat na 87 p.n.e. ale przegrał wybory na skutek wzrastającej niechęci stronnictwa popularów do Sulli. W 87 p.n.e. w czasie wojny domowej był legatem Lucjusza Korneliusza Sulli. W 82 p.n.e. był ponownie legatem Sulli i rozgromił przeciwników w bitwie pod Kluzjum. Konsul w 79 p.n.e. wyznaczony przez Sullę. Początkowo sprzeciwiał się odbyciu przez Pompejusza triumfu (Pompejusz nie sprawował jeszcze przewidzianych w cursus honorum urzędów uprawniających do triumfu) ale później zmienił zdanie.
Po konsulacie objął namiestnictwo (jako prokonsul) prowincji Cylicja z zadaniem przeprowadzenia kampanii przeciwko piratom. Trudna sytuacja w prowincji Azji związana z wojnami Rzymu z Mitrydatesem rozzuchwaliła piratów operujących z wybrzeży Cylicji, którzy praktycznie panowali na morzu pomiędzy Kretą, Achają i Cyreną. Serwiliusz najpierw pokonał piratów w bitwie morskiej a następnie po wyparciu ich z morza, przeniósł działania na ląd. Wygrał wiele bitew, zdobył szereg miast piratów (między innymi Olympos w Licji i Fazelis w Pamfilii),  pokonując też Izaurów i zdobywając ich główna twierdzę, Izauros. Frontinus podaje, że Serwiliusz zmienił bieg strumienia, z którego czerpali wodę obrońcy twierdzy, zmuszając ich w konsekwencji do poddania Iazuros. Pod jego rozkazami służył w Cylicji późniejszy dyktator, Gajusz Juliusz Cezar. Po powrocie do Rzymu odbył triumf w 74 p.n.e. i otrzymał przydomek (agnomen) Izauryjski. Zwycięstwo Serwiliusza nad piratami nie było jednak ostateczne, wkrótce ponownie rozpanoszyli się na morzach i Rzym musiał znów wydać im wojnę, tym razem zlecając dowództwo Pompejuszowi. W 63 p.n.e. Serwiliusz ubiegał się o godność najwyższego kapłana (pontifexa maximusa) po zmarłym wtedy Kwintusie Cecyliuszu Metellusie Piusie piastującym dotychczas ten urząd. O stanowisko to ubiegał się też inny znakomity senator Kwintus Lutacjusz Katulus Kapitoliński, ale obaj zostali pokonani  przez Cezara. W 55 p.n.e. został wraz z Markiem Waleriuszem Messalą wybrany cenzorem.
Zmarł w 44 p.n.e.